# Cordulegaster sayi
Cordulegaster sayi é uma espécie de libelinha da família Cordulegastridae.
É endémica dos Estados Unidos da América.